# خوسيه مانويل كورال
خوسيه مانويل كورال (بالإسبانية: José Manuel Corral)‏ هو سياسي أرجنتيني، ولد في 28 أكتوبر 1968 في سانتا في في الأرجنتين. حزبياً، نشط في الاتحاد المدني الراديكالي.